# コミック魁
『コミック魁』（コミックさきがけ）は、竹書房が発行する日本の月刊時代劇漫画雑誌。毎月6日頃発売。

## 概要
2012年9月から2013年3月まで月代わりで発行された時代劇漫画雑誌『長編読切時代劇 大岡越前』と『長編読切時代劇 遠山金四郎 江戸を斬る』の2誌がひとつになって、2013年4月に創刊された（3誌とも『近代麻雀』増刊）。

竹書房からの正式なアナウンスは無いものの、2013年6月発売の3号(7月号)で事実上休刊となったことが連載作家より明らかにされた。

## 連載漫画
- 連載中の作品については太字で表記。
- 最左列の通し番号は便宜的な物であり意味を持たない。
- 開始号・終了号については年数と号数を「.」で区切って示す。○○年○月号→○○.○。
- 可視性のため一部の長い名称については略称を用いて※を付記し、正式名称は注記欄に記載する。
- 本一覧はソート可能なテーブルを使用している。
- ソート結果をデフォルト状態に戻すには、最左列で昇順でソートする。

|  | 2013年7月（号）連載 |  | 見出し（非データ） |

|    | 作品名              | 作者（作画）         | 原作者など           | 開始号  | 終了号     | 注記                            |
| -- | ------------------- | -------------------- | -------------------- | ------- | ---------- | ------------------------------- |
|    | Ｚ                  | Ｚ                   | 2013年               | 2013.00 | Ｚ         | Ｚ                              |
| 01 | 大奥                | ふくしま政美（漫画） | 坂本六有（原作）     | 2013.05 | 連載中未完 |                                 |
| 02 | 大岡越前            | 甲良幹二郎（作画）   | 天龍寺弦（脚本協力） | 2013.05 | 連載中未完 | ←『大岡越前』                   |
| 03 | 右門捕物帖          | あきやま耕輝（作画） | 佐々木味津三（原作） | 2013.05 | 連載中未完 | 脚本：藤岡敬三。←『江戸を斬る』 |
| 04 | 魚屋北渓料理帖      | 井上正治             | －                   | 2013.05 | 2013.07    | ←『大岡越前』                   |
| 05 | 左膳が疾走る        | 神田たけ志（作画）   | 林不忘（原作）       | 2013.05 | 連載中未完 | ←『江戸を斬る』                 |
| 06 | お江戸トラブラー    | 田川滋               | －                   | 2013.07 | 連載中未完 | ←『大岡越前』&『江戸を斬る』    |
| 07 | 悪の宴              | ほりのぶゆき         | －                   | 2013.07 | 連載中未完 |                                 |
| 08 | ももいろ!お仕置き娘 | 星野末（作画）       | 青木健生（原作）     | 2013.07 | 連載中未完 |                                 |
| 99 | Ｚ                  | Ｚ                   | 連載中               | 99      | 98         | Ｚ                              |

1. 1 2 3 4 5  創刊号

## 編集長
- 宇佐美和徳（初代）

## 関連雑誌
『コミック魁』の前身となった2誌。それぞれ人気時代劇『大岡越前』と『江戸を斬る』を原作とする長編読切を軸とした時代劇漫画雑誌。隔月6日発売。定価420円。
『長編読切時代劇 大岡越前』
2012年9月6日創刊。奇数月発売。通巻4号。2012年4月19日に「大岡越前」全4話を収めた雑誌『大岡越前 総集編』が発売された。
- 掲載作品
  - 大岡越前（作画：甲良幹二朗 / 脚本協力：天龍寺弦）2012年10月6日号〜2013年4月6日号
  - 半七捕物帳（作画：松久由宇 / 原作：岡本綺堂）〃
  - 実録・長谷川平蔵（作画：滝川慶一）〃
  - 魚屋北渓料理帖（井上正治）〃
  - 江戸を斬る（作画：土光てつみ / 脚本協力：天龍寺弦）：2013年4月号
  - 岡本綺堂奇談（作画：如月次郎 / 原作：岡本綺堂）〃　※『コミック魁』創刊号にも掲載。
  - お江戸トラブラー（田川滋）〃

『長編読切時代劇 遠山金四郎 江戸を斬る』
2012年10月6日創刊。偶数月発売。通巻3号。
- 掲載作品
  - 江戸を斬る（作画：土光てつみ / 脚本協力：天龍寺弦）2012年11月号〜2013年3月号 ※『コミック魁』第2号にも掲載。
  - 左膳が疾走る（作画：神田たけ志 / 原作：林不忘）〃
  - 右門捕物帖（作画：あきやま耕輝 / 原作：佐々木味津三）〃
  - 岡本綺堂奇談（作画：如月次郎 / 原作：岡本綺堂）〃
  - お江戸トラブラー（田川滋）2013年1月号,3月号